# Vodárenská věž v Opařanech
Vodárenská věž v Opařanech je čtvercového půdorysu. V areálu psychiatrické léčebny byla postavena na počátku 20. století (pravděpodobně v roce 1901) společně s prádelnou při rozšiřování lůžkové kapacity léčebny. Vodojem je vysoký 26,3 metrů a do současnosti stále slouží jako zásobárna vody pro léčebnu i přilehlou část obce. Ve věži jsou umístěny dvě nádrže o objemu 85 m³ a 95 m³. Vodojem sloužil svému účelu od okamžiku dokončení stavby až do roku 1997. Tehdy byla zahájena rozsáhlá rekonstrukce věže a technického zařízení, která skončila v průběhu roku 1999. Nejprve byly v roce 1997 opraveny nádrže, které byly vyčištěny a dostaly nový vnitřní i venkovní nátěr, potom následovala rekonstrukce a oprava dalšího vodárenského zařízení. V současnosti vodojem slouží nejen jako zásobárna vody, ale i jako základová stanice pro antény a vysílače. V minulosti byly v patrech pod nádržemi byty. Tyto prostory jsou dnes prázdné a není v plánu do budoucna byty obnovit. Vodojem stojí ve volně přístupném areálu léčebny na jižním okraji Opařan v památkově chráněném parku, jímž prochází naučná stezka, která návštěvníkům přibližuje jednotlivé vzácné dřeviny parku. Mezi chráněné památky v areálu léčebny patří i budova bývalého kláštera nebo bývalá klášterní brána zvaná Markéta podle vyobrazení v jejím štítu – sv. Markéta hází srp do žita. Významnou kulturní památkou technického rázu je i popisovaný vodojem.